# 勝福寺 (川西市)
勝福寺（しょうふくじ）は、兵庫県川西市にある浄土真宗本願寺派の寺院。山号は宝塚山。本尊は阿弥陀如来。

## 概要
大同2年（807年）頃、西国三十三所24番札所中山寺の弟子・善了が建てた真言宗の道場として勝福寺と名付けられた。貞治元年（1362年）、本願寺の存覚が火打へ巡教に訪れた際に浄土真宗に改宗した。同寺に掲げられている喚鐘にはこの間の事情を印刻している。

## 勝福寺古墳
明治24年（1891年）、壁土用の土を取っていた時に偶然、横穴式石室が見つかり、中国製の鏡や管玉、大刀が出土し、1934年によって現地調査が行われる。古墳は全長約40mの前方後円墳で6世紀前葉に造られたもので、後円部に2基の横穴式石室、前方部に木棺直送墓を設けてある。古墳、出土品（318点）が平成26年（2014年）3月14日に兵庫県史跡名勝天然記念物と兵庫県指定重要有形文化財に指定される。